# Изгожка (приток Кудки)
Изгожка, в нижнем течении (от пруда Изгожка до устья) — Изгожа; иногда также Игожица — река в России, протекает по территории Опочецкого района Псковской области. Устье реки находится в 17 км по правому берегу реки Кудки. Длина реки составляет 35 км, площадь водосборного бассейна — 214 км². В 2,3 км от устья, по правому берегу впадает река Лисовка. Высота устья — 79 м над уровнем моря. Высота истока — 178,3 м над уровнем моря.

## Данные водного реестра
По данным государственного водного реестра России относится к Балтийскому бассейновому округу, водохозяйственный участок реки — Великая. Относится к речному бассейну реки Нарва (российская часть бассейна).
Код объекта в государственном водном реестре — 01030000112102000027864.